# Service du travail obligatoire (France)
Pour les articles homonymes, voir STO et Service du travail obligatoire.
 (novembre 2017).
Le Service du travail obligatoire (STO) fut, durant l'occupation de la France par l’Allemagne nazie, la réquisition et le transfert vers l'Allemagne de centaines de milliers de travailleurs français contre leur gré, afin de participer à l'effort de guerre allemand que les revers militaires contraignaient à être sans cesse grandissant (usines, agriculture, chemins de fer, etc.). Les personnes réquisitionnées dans le cadre du STO étaient hébergées, accueillies dans des camps de travailleurs localisés sur le sol allemand. Il fut instauré par la loi du 16 février 1943, faisant suite au relatif échec des politiques de volontariat et du système dit de Relève, qui aboutit à la présence en 1942, de 70 000 travailleurs venus de France en Allemagne, très en deçà des exigences de l'occupant.
L'Allemagne nazie imposa au gouvernement de Vichy la mise en place du STO, pour essayer de compenser le manque de main-d'œuvre dû à l'envoi d'un grand nombre de soldats allemands sur le front de l'Est, où la situation ne cessait de se dégrader. De fait, les travailleurs français sont les seuls d'Europe à avoir été requis par les lois de leur propre État et non par une ordonnance allemande. C'est une conséquence indirecte de la plus grande autonomie négociée par le gouvernement de Vichy comparativement aux autres pays occupés, qui ne disposaient plus de gouvernement propre.
L'exploitation de la main-d'œuvre française par le Troisième Reich a concerné des travailleurs obligatoires (les requis du STO), des travailleurs volontaires attirés par la rémunération ou « prélevés » dans les entreprises dans le cadre de la Relève ainsi que les prisonniers de guerre. Un total de 600 000 à 650 000 travailleurs français fut acheminé vers l'Allemagne entre juin 1942 et juillet 1944 auquel s'ajoutait la partie des soldats prisonniers retenus de force dans le pays, dont le nombre initial s'élevait à 1 850 000 hommes. Les travaux de recherche citent le chiffre de 1 500 000 Français — prisonniers, réquisitionnés du STO, volontaires — qui auraient travaillé en Allemagne entre 1942 et 1945. La France fut le troisième fournisseur de main-d'œuvre forcée du Reich après l'Union des républiques socialistes soviétiques (URSS) et la Pologne et fut le pays qui lui donna le plus d'ouvriers qualifiés.
Les requis ont fait partie jusque dans les années 1970 des oubliés de la Seconde Guerre mondiale, concurrencés sur le plan mémoriel par d'autres victimes de guerre, qui avaient été plus héroïques ou plus victimes qu'eux, notamment les prisonniers de guerre français, les déportés politiques et les victimes de la Shoah. Les premiers travaux de recherche sur la réquisition pour le travail ne sont lancés au Centre national de la recherche scientifique (CNRS) que dans les années 1970 et ne se développeront que dans les années 1990. Les STO ont parfois dû faire face au reproche de n'avoir pas désobéi et d'être partis renforcer le potentiel de la main-d'œuvre du Troisième Reich.
Au moment de leur rapatriement en France, les requis tiennent à être considérés comme des déportés du travail mais la concurrence mémorielle explique qu'ils se voient interdire l'utilisation de cette dénomination. Après une longue bataille parlementaire et judiciaire, les associations d'anciens « requis du travail obligatoire » obtiennent, par décret du 16 octobre 2008, la dénomination officielle de « victimes du travail forcé en Allemagne nazie » mais celle de « déportés du travail » leur est refusée le 28 mars 2011 par la Cour de Cassation.

## Historique
Dès l'automne 1940, des volontaires, au début majoritairement d'origine étrangère (notamment Russes, Polonais, Italiens) partent travailler en Allemagne. C'est aussi à l'automne 1940 que l'occupant procède à des rafles arbitraires de main-d'œuvre dans les départements du Nord et du Pas-de-Calais, rattachés à Bruxelles.

### La «Relève» (1942)

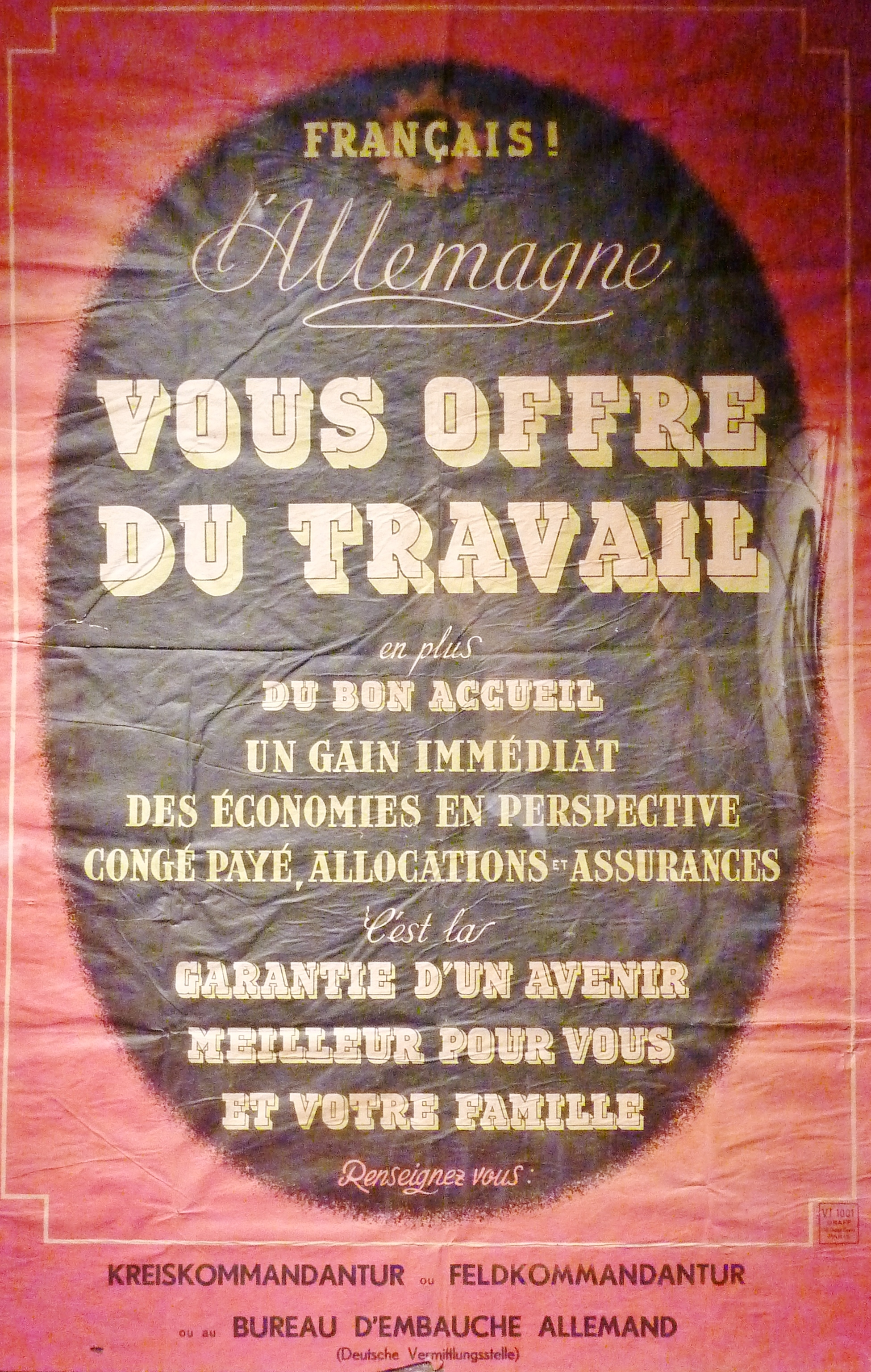
Affiche de propagande allemande pour inciter les Français à aller travailler en Allemagne (Musée de la Résistance en Bretagne).

Fritz Sauckel, surnommé le « négrier de l'Europe », est chargé le 21 mars 1942 d'amener de la main-d'œuvre de toute l'Europe par tous les moyens. Il s'intéresse particulièrement à la France. Sa nomination est à peu près concomitante du retour au pouvoir de Pierre Laval. Jusqu'alors, moins de 100 000 travailleurs français volontaires sont partis travailler en Allemagne. Le refus d'envoyer 150 000 ouvriers qualifiés a été l'une des causes de la chute de Darlan. Au cours des années 1942 et 1943, Sauckel use d'intimidation et de menaces pour remplir ces objectifs. Face à lui, Laval, tour à tour négocie, temporise et obtempère, si bien que les relations entre les deux hommes sont tumultueuses, Sauckel louant Laval pour sa coopération ou le condamnant pour son obstruction. Les exigences de main-d'œuvre formulées par Sauckel entre le printemps 1942 et le début de 1944 sont connues sous le nom d'« actions Sauckel ».
Le travail obligatoire est institué en Europe de l'Ouest par un Anordnung de Sauckel du 7 mai 1942. Sauckel demande 250 000 travailleurs supplémentaires avant la fin du mois de juillet. Face à cette exigence, Laval recourt à sa méthode favorite qui consiste à négocier, gagner du temps et chercher des moyens d'échanges.

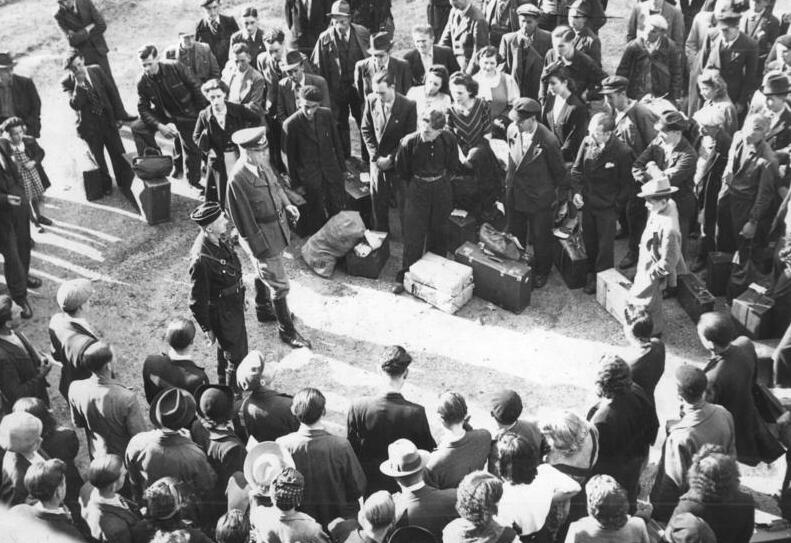
Photo de propagande : à Paris, en juillet 1942, des officiers allemands accueillent des volontaires de la « Relève ».

C'est ainsi qu'il en vient à proposer le système de la Relève consistant à libérer un prisonnier de guerre pour trois départs en Allemagne de travailleurs libres ; cette relève est instituée et annoncée dans un discours du 22 juin 1942. Dans le même discours, Laval proclame : « je souhaite la victoire de l'Allemagne ». Dans une lettre envoyée le même jour au ministre allemand des Affaires étrangères, Ribbentrop, Laval place cette politique de la relève dans le cadre d'une participation de la France à l'effort de guerre allemand contre le bolchevisme, au travers de l'envoi de travailleurs. En tout, 200 000 travailleurs, dont 70 000 femmes vont travailler pour le Troisième Reich.

### La conscription obligatoire (automne 1942)
Le manque de succès de cette mesure (17 000 volontaires seulement à fin août) sonne le glas du volontariat. Le 22 août 1942, une directive de Sauckel précise qu'il faut désormais recourir au recrutement forcé. Du point de vue de Sauckel, la Relève a été un échec puisque moins de 60 000 travailleurs français sont partis en Allemagne à la fin du mois d'août. Il menace alors de recourir à une ordonnance pour réquisitionner la main-d'œuvre masculine et féminine, ordonnance qui ne peut s'appliquer qu'en zone occupée. Laval négocie l'abandon de l'ordonnance allemande au profit d'une loi française concernant les deux zones. Ceci conduit à la loi française du 4 septembre 1942 qui introduit la conscription obligatoire pour tous les hommes de 18 à 50 ans et pour les femmes célibataires âgées de 21 à 35 ans. Cette loi de coercition est évidemment impopulaire et, au sein même du gouvernement, quatre ministres auraient manifesté leur opposition. En décembre 1942, l'objectif de 250 000 hommes de la première action Sauckel est atteint.
- Journal officiel de l’État français du 13 septembre 1942
- Sommaire.
- ▶ texte de la loi (Wikisource).

Toutefois, la réquisition forcée d'ouvriers, gardés par des gendarmes jusqu'à leur embarquement en train, suscite de nombreuses réactions hostiles. Le 13 octobre 1942 éclate une grève aux ateliers SNCF d'Oullins, dans la banlieue lyonnaise, qui va s'étendre jusqu'au 17 dans le Rhône, à Saint-Étienne et Chambéry,. On écrit sur les trains « Laval assassin ! ».
À la suite de ces événements, le gouvernement est forcé de reculer en zone sud, si bien qu'au 1er décembre 1942, seuls 2 500 ouvriers requis ont en tout et pour tout quitté la zone sud.

### Le service du travail obligatoire (1943-1944)

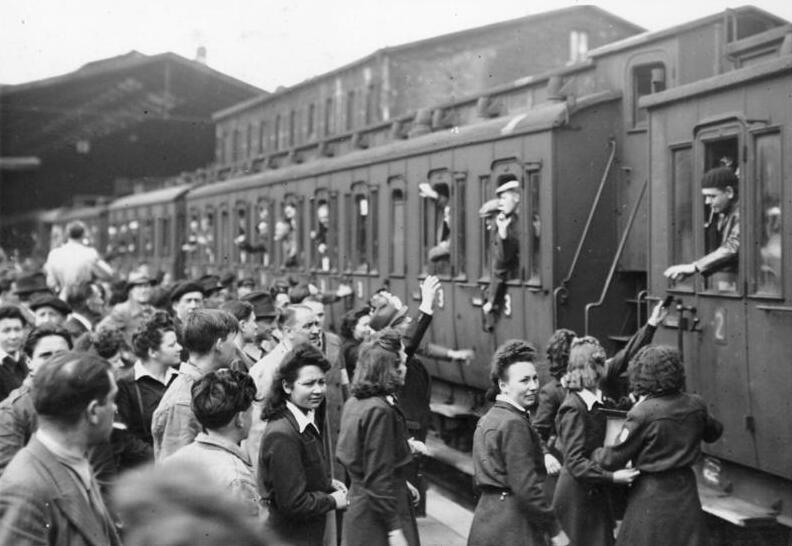
Photo de propagande nazie : départ d'anciens prisonniers de guerre français (donc libérés) pour aller travailler en Allemagne dans le cadre du STO, à la gare du Nord à Paris en mai 1943.

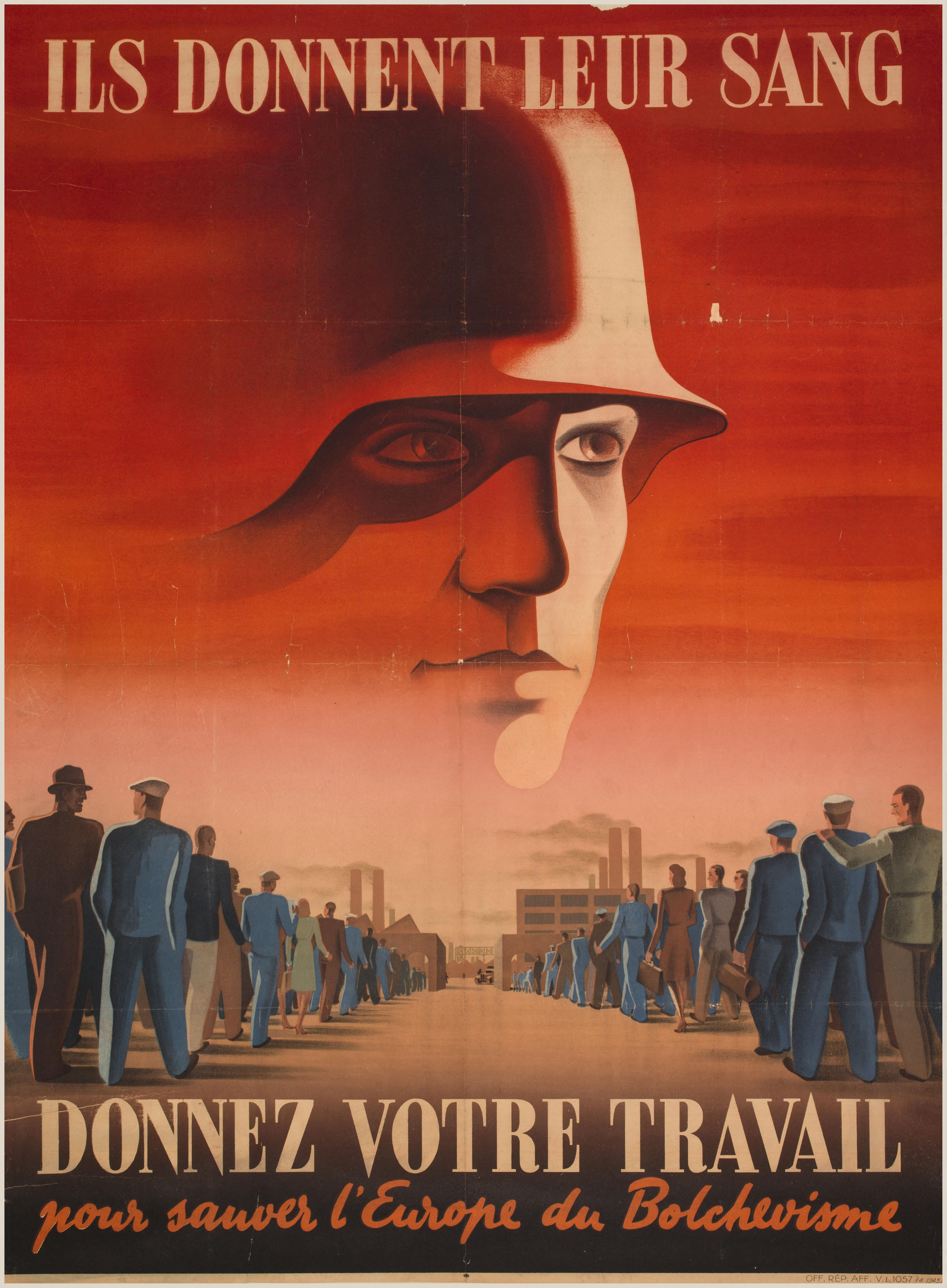
Affiche de propagande : « Ils donnent leur sang. Donnez votre travail pour sauver l'Europe du bolchévisme » (1943).

Après qu'Hitler eut ordonné, le 15 décembre 1942, le versement dans l'armée de 300 000 ouvriers allemands, Sauckel exige, le 1er janvier 1943, qu'en plus des 240 000 ouvriers déjà partis en Allemagne, un nouveau contingent de 250 000 hommes soit expédié d'ici la mi-mars.
Pour satisfaire cette deuxième « action Sauckel », le 16 février 1943 Pierre Laval, après avoir vainement négocié, précise la loi du 4 septembre 1942 (art. 1) en instaurant le Service du travail obligatoire (STO) qui mobilise pour deux ans les jeunes gens « afin de répartir équitablement entre tous les Français les charges résultant, selon les termes d'un communiqué officiel, des besoins de l'économie française » et en fait de l'économie allemande,.
Les réquisitions liées à la loi du 4 septembre ne concernaient théoriquement que des ouvriers qualifiés. Avec la mise en place du STO, le recrutement, de catégoriel, se fait désormais par classes d'âge entières.
Les jeunes gens nés entre 1920 et 1922, c'est-à-dire ceux des classes 1940, 1941 et 1942 ont l'obligation de partir travailler en Allemagne (ou en France), s'agissant d'un substitut au service militaire. La jeunesse, dans son ensemble, devient la cible du STO. La classe 1942 est la plus touchée. Dès le 25 février, les étudiants savent qu'ils seront soumis au STO à la prochaine rentrée. Les exemptions ou sursis initialement promis aux agriculteurs disparaissent dès juin. Le public visé étant strictement le même que celui de la loi du 4 septembre, théoriquement, les jeunes femmes sont aussi concernées mais, par peur des réactions de la population et de l'Église, hormis quelques cas individuels, elles ne sont pas touchées par le STO. Parmi les requis de cette deuxième action Sauckel, on compte 24 000 jeunes hommes des chantiers de jeunesse, du dernier contingent de la classe 1942. Il est à noter que des résistants communistes autrichiens exilés en France ont utilisé ce dispositif pour retourner résister dans leur pays sous de fausses identités françaises ce qui entraînera une forte répression au cours du premier semestre 1944.
- Journal officiel de l’État français du 17 février 1943
- Sommaire.
- ▶ texte de la loi (Wikisource).
- ▶ texte du décret (Wikisource).

La date fixée par Sauckel étant mi-mars, l'opération est menée tambour battant :
- la loi est signée le 16 février et publiée au JO, avec le décret d'application, le lendemain ;
- les préfets font le recensement des jeunes avec comme date-butoir le 28 février, des outils étant déjà prêts ;
- les convocations aux visites médicales sont envoyées dans la foulée ;
- les premiers conseils de révision[note 2] pour les trois classes ont lieu dans les chefs-lieux de canton dès le 1er mars avec comme date-butoir le 5 mars ;
- les convocations pour le départ des trains en partance pour l'Allemagne sont remises le lendemain ;
- les premiers convois sont organisés le surlendemain (les premières défections sont nombreuses).

Le 15 mars, au cours d'une réunion de prières réunissant 4 000 jeunes, à Roubaix, église Saint-Martin, le cardinal Liénart, évêque de Lille, exhorte les jeunes à y aller (le Journal de Roubaix titre : « ce serait de la lâcheté de ne pas obéir […] ») ; une semaine plus tard, le cardinal expose sa pensée en trois points : l'occupant outrepasse ses droits, on peut donc désobéir sans péché mais le devoir de charité — si je ne pars pas, un autre partira à ma place — peut inciter à partir.
Au total, 600 000 hommes partent entre juin 1942 et août 1943. Laval aura mis l’inspection du travail, la police et la gendarmerie au service des prélèvements forcés de main-d’œuvre et de la traque des réfractaires au Service du travail obligatoire. Il aura ainsi permis que les forces d'occupation ne soient pas mobilisées sur cette opération.
À la seconde action Sauckel succède une troisième : le 23 avril 1943, les Allemands présentent de nouvelles demandes, il leur faut 120 000 ouvriers en mai et 100 000 autres en juin. Le 6 août 1943, ils en exigent 500 000 supplémentaires. Ces objectifs ne sont jamais atteints car des réfractaires de plus en plus nombreux échappent aux réquisitions et, finalement, ce sont les Allemands eux-mêmes qui mettent un terme, de fait, aux demandes de Sauckel. Le 15 septembre 1943, le ministre de l'armement du Reich Albert Speer conclut un accord avec le ministre du Gouvernement Laval, Jean Bichelonne, soustrayant de nombreuses entreprises travaillant pour l'Allemagne à la réquisition de Sauckel. Les hommes sont protégés mais l'économie française dans son ensemble est intégrée à celle de l'Allemagne. De façon formelle, à côté de la nouvelle politique de Speer, Sauckel tente tant bien que mal de continuer la sienne de prélèvement de main-d'œuvre vers l'Allemagne. Ainsi, une quatrième action Sauckel lancée en 1944 s'avère être un fiasco complet.
- Arrêté interdisant dans le cadre du STO les licenciements sauf autorisation administrative.

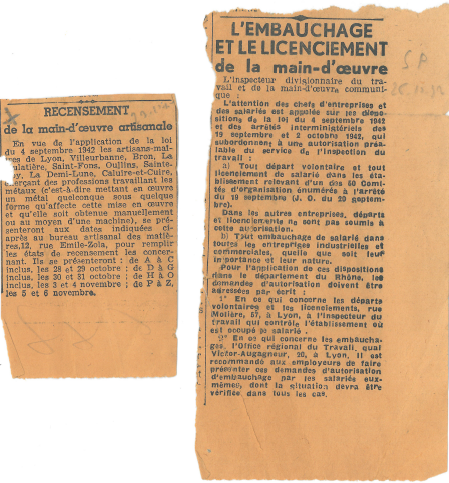
Coupure de presse rappelant les dispositions concrètes du STO.
- Note du secrétaire général à la main-d'œuvre relative à l'organisation du travail féminin dans l'entreprise, 31 juillet 1944.

Avec le tarissement des ressources humaines à prélever, le développement des maquis explique aussi la chute des départs à partir de l'été 1943, induisant le demi-succès de la troisième action Sauckel (de juin à décembre 1943) puis le fiasco de la quatrième en 1944. Ainsi, le STO provoque le départ dans la clandestinité de près de 200 000 réfractaires, dont environ un quart gagne les maquis en pleine formation. Cet afflux d'environ 50 000 réfractaires dans les maquis, qui fait espérer à Henri Frenay et à d'autres chefs de la Résistance que des actions de guérilla vont pouvoir se développer contre les forces d'occupation allemandes en France, suscite à Londres la crainte des alliés que de telles actions de guérilla amènent les Allemands à augmenter massivement leurs forces d'occupation, compromettant ainsi les chances de succès d'un futur débarquement allié en France. Le STO accentue la rupture de l'opinion avec le régime de Vichy et constitue un apport considérable pour la Résistance mais il place aussi cette dernière devant une tâche inédite, d'une ampleur considérable : résoudre le manque d'argent, de vivres, d'armes, etc. pour des milliers de maquisards qui ont soudain afflué. Les réfractaires au STO forment également une part significative mais difficilement quantifiable des quelque 25 000 évadés de France qui gagnent l'Espagne puis l'Afrique du Nord et s'engagent dans la France libre ou dans l'armée française de la Libération. Robert Belot évalue à 51,6% la part des jeunes de 20 à 23 ans dans la population des évadés par l'Espagne en 1943 et ajoute que ce chiffre « est à relativiser , car il ne suffit pas d'être de ces classes d'âge pour être ipso facto visé par le STO ».

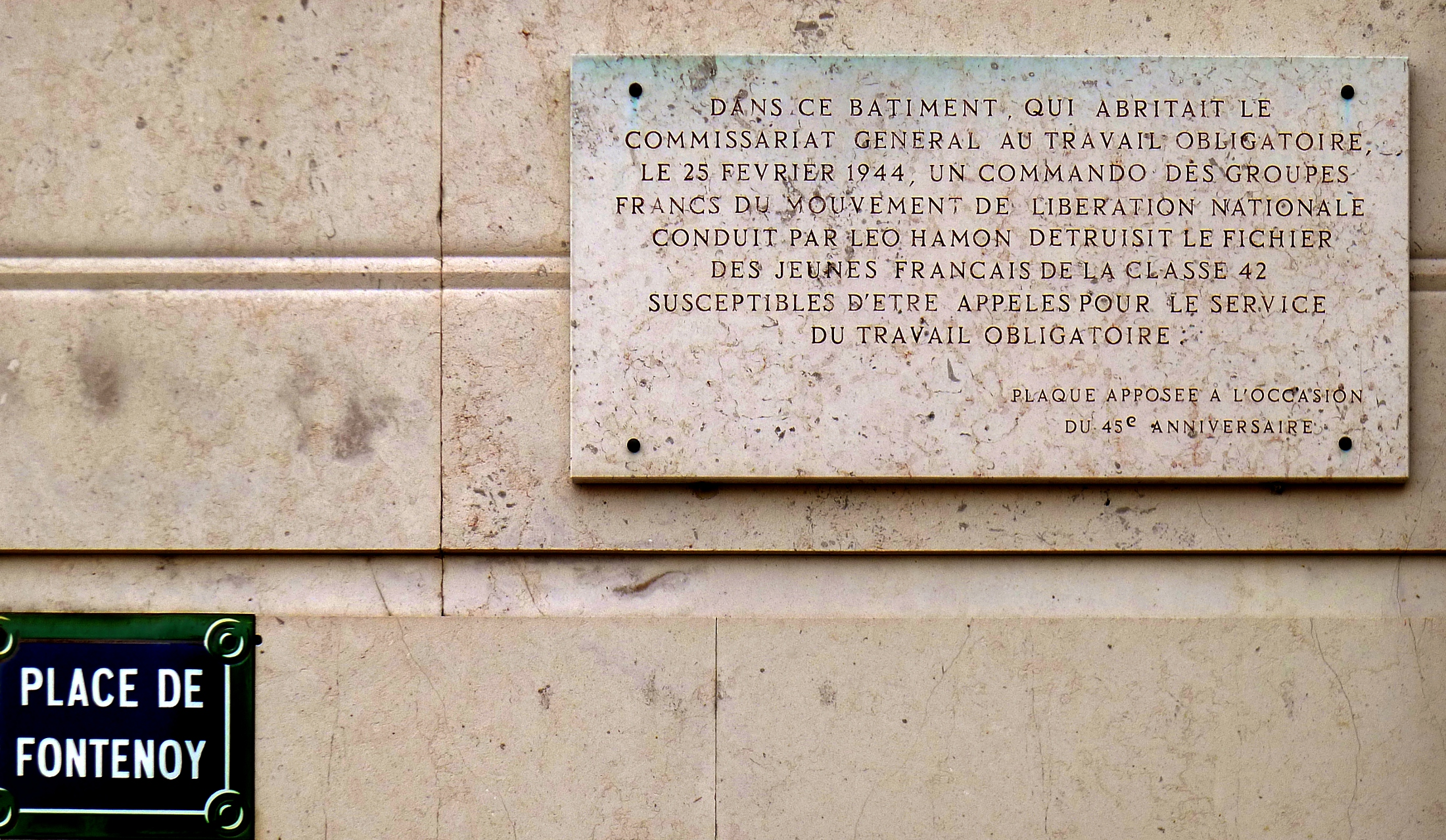
Plaque commémorant l'action d'un groupe de résistants menés par Léo Hamon en 1944, place de Fontenoy (Paris 7e).

La Résistance vole ou détruit de nombreux registres d'état-civil, listes de recensement et fichiers du STO. Le 25 février 1944, un commando du Comité d'action contre la déportation dirigé par Léo Hamon, incendie 200 000 fiches dans les locaux parisiens du Commissariat général au STO.
Faute de filière, de place dans le maquis ou de désir de se battre, de nombreux réfractaires se limitent toutefois à se cacher à domicile ou à se faire embaucher dans des fermes isolées où ils servent de main-d'œuvre à des paysans complices. Après l'automne 1943, ils sont aussi nombreux à rejoindre un vaste secteur industriel protégé mis en place par l'occupant et travaillant exclusivement pour ce dernier. Enfin, une part non négligeable des jeunes Français concernés par le STO réussissent à passer à travers les mailles du filet en refusant le STO mais sans pour autant entrer dans la clandestinité ; ces derniers ont la chance d'être progressivement oubliés par l'administration de l'occupant.
Probablement sans connexion avec la politique du STO mais simplement parce qu'il est un dignitaire nazi circulant en voiture dans Paris, le délégué de Fritz Sauckel en France, le SS-Standartenführer (colonel) Julius Ritter, est abattu le 23 septembre 1943 par une équipe des Francs-tireurs et partisans - Main-d'œuvre immigrée (FTP-MOI] du groupe Manouchian. Il est remplacé par le SS-Brigadeführer (général) Alfons Glatzel (de).

## Récapitulation du nombre des travailleurs français en Allemagne
À la fin de 1944, alors que la France est presque entièrement libérée par les Alliés, environ deux millions de Français se trouvent encore en Allemagne et la plupart travaillent plus ou moins pour le Reich. Parmi eux, on dénombre un million de prisonniers de guerre. Une seconde catégorie de 200 000 hommes est formée des anciens prisonniers de guerre qui ont choisi le statut de « travailleur libre », soumis aux lois nazies. Ils ne sont alors plus protégés par les conventions internationales. La convention de Genève de 1929 prévoit à l'article 27 que les prisonniers de guerre, militaires du rang de 2e classe à caporal-chef peuvent être mis au travail par la puissance détentrice. Par ailleurs, 600 000 travailleurs du STO forment la troisième catégorie. Quant aux travailleurs partis plus ou moins volontairement, ils sont environ 40 000. À cela, s'ajoute une autre catégorie de « travailleurs » pour l'Allemagne : les Alsaciens ou Mosellans, enrôlés sous l'uniforme allemand dans le cadre du Reichsarbeitsdienst ou Service national du travail obligatoire pour les garçons et les filles entre 17 et 25 ans. À l'issue du service au RAD les garçons ont été, après août 1942, mobilisés dans l'armée allemande.

## Opposition au service du travail obligatoire à Romans-sur-Isère
Une seule manifestation à l'encontre de convois ferroviaires circulant vers l'Allemagne avec à leur bord des STO est photographiée avec des photographies toujours visibles (en mai 2025). Il s'agit d'une manifestation qui s'est tenue à Romans-sur-Isère le 10 mars 1943 et photographiée par le journaliste Paul Deval qui aurait ensuite caché les négatifs sous le plancher de la Maison des jeunes de la ville tout en déclarant aux inspecteurs de Vichy qui l'interrogent le lendemain qu'il les a détruits.
Cette manifestation est préparée le 9 mars 1943. Jean Chapus, chef de gare, informe le capitaine Vincent Beaume, des Mouvements unis de la Résistance (MUR), du passage en gare de Romans, le 10 mars, d'un train spécial, en provenance de Grenoble, devant convoyer environ 300 requis du STO. Les MUR de Romans et de Bourg-de-Péage se réunissent pour organiser une manifestation. Deux organisations sont particulièrement actives : la Jeunesse communiste (JC) et la Jeunesse ouvrière chrétienne (JOC). Le Comité de Résistance, la JC, la JOC et la Confédération générale du travail (CGT) clandestine décident de se réunir et d'appeler les ouvriers à une manifestation la veille du départ, le 9 mars, à 18 h, devant la bourse du travail. Une cinquantaine de tracts sont rédigés à la main. Ils appellent à protester contre les départs en Allemagne, contre la faiblesse des salaires, pour un meilleur ravitaillement. Les tracts sont distribués par les délégués syndicaux dans les usines et passent de main en main.
Le 9 mars, à 18 h, à la sortie des usines, les manifestants se dirigent vers la bourse du travail. La police, les gardes mobiles avertis cernent le bâtiment. Deux à trois mille personnes se regroupent alors place du maréchal Pétain. Les élèves de l'école de gendarmerie de Romans tentent de les faire circuler ; pour beaucoup, engagés pour échapper au STO, ils sont plutôt passifs. Les manifestants prennent pour cible des lieux de réunion de collaborateurs. Le café de Valence, siège du Parti populaire français (PPF) est mis à sac. Le calme revient vers 20 heures.
Selon Jean Chapus, le chef de gare, le train transportant les personnes en partance pour réaliser le STO en Allemagne est immobilisé durant 2 h 5 du fait de manifestants qui entravent les voies par leur présence et la pose de pierres de taille et de madriers. Une vingtaine de manifestants auraient été arrêtés le 10 mars 1943.

## Prêtres-ouvriers et action catholique clandestine dans le Reich
Le Saint-Siège demande au maréchal Pétain, par l'intermédiaire de Léon Bérard, ambassadeur de France au Vatican, que les séminaristes français soient exemptés du STO or, ceci n'est pas souhaité par les évêques français, qui entendent de la sorte ne pas déserter le terrain de la reconquête du monde ouvrier et ce monde ouvrier se trouve pour partie non négligeable en Allemagne. Ainsi, 3 200 séminaristes partent en Allemagne dans le cadre du STO.
D'autre part, à compter de fin 1942, des négociations sont menées entre l'épiscopat français représenté par le cardinal Suhard et le Dr Brandt, qui traite de cette question pour les Allemands,[réf. nécessaire] pour officialiser la présence d'aumôniers parmi les déportés du STO. À la fin du mois de mai 1943, le Dr Brandt oppose un refus définitif à la demande des évêques français mais ceux-ci ont déjà envisagé d'envoyer des prêtres en Allemagne, non pas avec le statut d'aumônier mais avec celui d'ouvrier. Il s'agit là de la naissance du mouvement des prêtres ouvriers. Pionnier, l'abbé Adrien Bousquet arrive à Berlin le 15 janvier 1943.
À la suite du père Bousquet, 25 prêtres sélectionnés par le père Jean Rodhain, aumônier national des prisonniers de guerre et futur fondateur du Secours catholique, sont envoyés clandestinement dans le Reich. En plus de ces clandestins organisés, d'autres prêtres sont requis sans que leur qualité de religieux soit détectée. Certains partent de leur propre initiative, parfois contre l'avis de leur évêque. Il y a également 273 prêtres prisonniers de guerre, transformés en « travailleurs libres ». Avec les 3 200 séminaristes et les militants de l'Action catholique partis, contraints ou volontaires, cela représente au total un ensemble de quelque 10 000 militants.
Pour les autorités allemandes, les travailleurs étrangers sont autorisés à assister aux offices allemands. Ils ne voient pas d'objection à ce que des ecclésiastiques étrangers soient employés comme travailleurs, à condition qu'ils s'abstiennent de toute activité spirituelle ou ecclésiastique. Cependant l'étau se resserre progressivement, toute activité religieuse auprès des travailleurs forcés devenant dangereuse pour les participants.
Le 3 décembre 1943, Ernst Kaltenbrunner, chef de la sécurité du Reich, adresse une note à tous les fonctionnaires de la Gestapo. Il leur donne la consigne de rechercher tous les prêtres et séminaristes dissimulés sous le statut de laïcs, de les expulser ou de les emprisonner en cas de faute grave. Les responsables régionaux des groupes clandestins de Jeunesse ouvrière chrétienne (JOC), seule organisation clandestine de soutien spirituel présente sur le territoire allemand, sont arrêtés et déportés. Les militants catholiques, encore actifs, doivent cesser toute activité catholique sous peine d'emprisonnement (voir à ce sujet Résistances chrétiennes dans l'Allemagne nazie, Fernand Morin, compagnon de cellule de Marcel Callo, D. Morin, éd. Karthala, 2014). L'un d'eux, Marcel Callo, a été béatifié par Jean-Paul II en 1987. Sur les 25 prêtres clandestins envoyés en Allemagne, douze sont envoyés en camp de concentration, généralement à Dachau.
Les groupes de la JOC continuent néanmoins leur action malgré la répression. Un millier de groupes répartis dans 400 villes allemandes sont répartis en 70 fédérations. Des clans scouts se forment. Jacques Duquesne, en parlant d'eux, évoque une version moderne de l'« église des catacombes » : « Ils se confessent en pleine rue, communient dans les escaliers […] ».

## Dispositions statutaires
La loi du 14 mai 1951 donne aux victimes du STO le statut de « personnes contraintes au travail en pays ennemi, en territoire étranger occupé par l'ennemi ou en territoire français annexé par l'ennemi  », leur ouvrant droit à indemnisation. Une carte spéciale et un insigne distinctif sont attribués aux bénéficiaires de ce statut, sur décision du ministre des anciens combattants et victimes de la guerre.
Admise en Belgique, bien que le Parlement français ne se soit jamais prononcé définitivement sur la qualification à donner aux requis du STO, la dénomination officielle de « déporté du travail » est interdite aux associations de victimes du STO par la justice française en 1992, pour éviter la confusion avec la déportation vers la mort qui a été le sort réservé aux résistants et aux Juifs, principalement.
Selon la Fédération nationale des déportés et internés politiques (FNDIP), fondée en 1945 et devenue en 1946 la Fédération nationale des déportés et internés résistants et patriotes (FNDIRP), 60 000 d'entre eux seraient morts en Allemagne et 15 000 auraient été fusillés, pendus ou décapités pour actes de résistance. Les historiens jugent aujourd'hui ces chiffres excessifs et estiment qu'entre 25 000 et 35 000 STO ont perdu la vie en Allemagne. La majorité sont morts en raison de leur emploi dans des usines d'armement bombardées, souvent dans de mauvaises conditions et sous la surveillance fréquente de la Gestapo, ce qui a occasionné un taux de mortalité supérieur à celui des prisonniers de guerre. De 5 à 6 000 d'entre eux d'entre eux sont morts dans des camps de concentration, victimes de la répression de la Gestapo. Au moins un millier est mort dans des camps d'éducation par le travail. Un certain nombre d'entre eux, mis à la disposition d'artisans, de la Reichsbahn, de la Poste ou de l'administration, ou, plus rarement, de fermes, sont morts de maladies mal soignées ou d'accidents du travail.

## Entreprises allemandes ayant utilisé de la main-d’œuvre duSTO

### Liste non exhaustive (par ordre alphabétique)
- Allgemeine Elektricitäts-Gesellschaft (AEG).
- Arado (constructions aéronautiques).
- Auto Union.
- BASF.
- Bergstahl Industrie (Remscheid).
- BMW.
- Daimler-Benz.
- Deutsche Dunlop (Hanau).
- Fieseler (Kassel).
- Focke-Wulf.
- Graetz (entreprise) (de) (Berlin Treptow).
- Hermann Göring Werke, complexe sidérurgique principalement en Basse-Saxe près de Brunswick, employant 65 000 personnes sur 125 km2, doté de 11 hauts fourneaux. Cette RWHG — Reichswerke Hermann Göring — possède 228 sites sidérurgiques dans le Reich, et cela en fait la plus importante société d’État industrielle du monde.
- IG Farben.
- Lithopon Fabrikation (dans la petite ville de Wünschendorf-sur-Elster).
- Matra-Werke (Francfort-sur-le-Main).
- Merck KGaA
- Messerschmitt.
- Rautal-Werke (Wernigerode).
- Rodenstock.
- Siemens.
- Telefunken.
- Traugott Golde (Gera).
- Volkswagen (à Wolfsbourg).
- Zeiss (Iéna, Dresde).

### Exemples de conditions de travail

#### Constructions aéronautiques à Česká Kamenice
En 1943, après sa destruction par les Alliés à Berlin, une unité de construction aéronautique est déplacée à Česká Kamenice (République tchèque) dans les Sudètes (région annexée en 1938, précédemment tchécoslovaque).
Avec la complicité du gouvernement de Vichy, des jeunes gens, techniciens, tourneurs, sont interpellés dans leur propre famille ou sur leur lieu de travail, sinon convoqués, notamment chez Air-Équipement à Bois-Colombes (France) le 3 décembre 1942 ; avant leur départ pour Berlin, ou d'autres destinations comme Iéna, Leipzig, ils sont consignés à la caserne Mortier à Paris. Les familles sont éventuellement informées par courrier dans le but de leur apporter des affaires pour y passer la nuit : tout dépend en fait de la bonne volonté du gendarme qui a procédé à l'interpellation.
Près de Ceskà Kamenice, les nazis ont aménagé le site des mines et fait construire le camp de Rabstein par des déportés venant de plusieurs des 95 kommandos dépendant du camp de concentration, à 260 km, de Flossenbürg en Allemagne (lui-même à environ 100 km à l'est de Nuremberg).
Le camp de Rabstein est situé dans un creux de vallon et les baraquements où logent les prisonniers sont souvent inondés. Les hommes insuffisamment vêtus souffrent de la faim, du froid et sont sujets à des rhumatismes.
Dans les caves humides et mal éclairées, les conditions de travail des ouvriers sont particulièrement pénibles avec 12 heures de présence quotidienne obligatoire.

#### Usine de peinture à Wünschendorf-sur-Elster
Douze heures de présence quotidienne sont également exigées dans l'entreprise allemande de peinture dirigée par M. Peters à Wünschendorf-sur-Elster, près d'Erfurt ; le climat y est continental et les températures vont de - 25° C en hiver à + 30° C en été. Les conditions de travail y sont déplorables notamment pour les « disciplinaires », les logements dans des baraquements sont malsains et la sous-alimentation est chronique. Il ne faut pas être surpris en train de se nourrir clandestinement sous peine de brimades ; néanmoins les ouvriers, pour survivre, doivent s'organiser et parviennent à voler des céréales et légumes dans les champs.
Les prisonniers de Wünschendorf, entre autres, ont également été contraints de travailler pour les entreprises de Weida et de procéder à la reconstruction de la gare de Leipzig, détruite par un bombardement allié le 3 décembre 1943.

## Personnalités françaises ex-STO

### Liste non exhaustive (par ordre alphabétique)
- André Bergeron.
- Antoine Blondin.
- Joan Bodon.
- Auguste Boncors.
- Georges Brassens.
- José Cabanis.
- Marcel Callo, un requis du STO, déporté et mort à Mauthausen pour action catholique clandestine, a été béatifié en 1987.
- François Cavanna, qui l’évoque dans son roman Les Russkoffs.
- Arthur Conte.
- Robert Coutelas.
- Raymond Devos.
- Michel Galabru.
- Marcel Hordenneau.
- Stéphane Just.
- Boby Lapointe.
- Félix Marten.
- Jacques Martin, auteur de bandes dessinées.
- Claude Ollier.
- Léon Ozenne, ancien président du Groupement national de réfractaires.
- Jean-Louis Quéreillahc qui l'évoque dans son livre J'étais STO.
- Roger Rémondon.
- Alain Robbe-Grillet.

### Cas de Georges Marchais
Une controverse a entouré le passé de Georges Marchais, secrétaire général du Parti communiste français (PCF) de 1970 à 1994, accusé d'avoir été volontaire en Allemagne chez Messerschmitt ; en effet, il n'a pas été requis par le STO, contrairement à ses déclarations. Selon son biographe Thomas Hofnung, Marchais n'a jamais été ni volontaire ni requis du STO mais, en fait, aurait été muté en Allemagne par l'entreprise d'aviation qui l'employait en France en 1940. Cette entreprise (Voisin) fut tenue, après l'invasion allemande en juin 1940, de travailler pour les autorités d'occupation, après avoir été réquisitionnée. Elle devint alors une quasi-filiale de Messerschmitt et assurait notamment l'entretien d'avions allemands qui lui étaient confiés pour réparation. En décembre 1942, Georges Marchais fut transféré en Allemagne, dans une usine du groupe Messerschmitt, près d'Augsbourg.
Selon Roger Codou, c'est plutôt chez AGO Flugzeugwerke, filiale aéronautique d'AEG, que le futur secrétaire général du PCF aurait été affecté. Georges Marchais déclara avoir fui l'Allemagne à la mi-1943, à l'occasion d'une permission qu'il avait obtenue, en alléguant la mort de sa fille (en fait, de sa nièce) et n'avoir après cette permission jamais rejoint l'usine d'Augsbourg où il était affecté. Toutefois, il ne fut pas capable de prouver son séjour en France, en région parisienne ou ailleurs, entre sa permission de 1943 et la Libération. Selon le magazine l'Express de mars 1980, en 1944, Georges Marchais était encore en Allemagne et ne se serait donc jamais évadé contrairement à ses dires.

## Demande de réparation à l'État
Le 25 février 2025, Albert Corrieri, 102 ans — envoyé de force pour travailler en Allemagne au titre du STO — demande devant le tribunal administratif que le ministère des Armées et l’Office des anciens combattants lui rétribuent son labeur volé. Il réclame sa rémunération non perçue, soit 43 200 euros, sur la base d’un calcul de 10 euros de l'heure. « La déportation, c'est le transfert forcé de population et c'est bien le cas ici » plaide son avocat. « Monsieur Corrieri a été déporté par la volonté du régime de Vichy et réduit en esclavage. Selon toutes les lois et conventions, nationales et internationales, la déportation comme la réduction en esclavage sont des crimes contre l’humanité et sont donc imprescriptibles par nature »,. Cependant, le tribunal administratif de Marseille n'est pas de cet avis et déboute Albert Corrieri de sa demande d'indemnisation en estimant que les faits sont prescrits.